# Kwon Yu-ri
Kwon Yu-ri (Koreaans: 권유리) (Goyang, 5 december 1989), ook bekend onder het pseudoniem Yuri, is een Zuid-Koreaans zangeres en actrice. Ze maakt sinds 2007 deel uit van de meidengroep Girls' Generation. Daarnaast heeft Kwon geacteerd in verschillende dramaseries waaronder Fashion king (2012) waarvoor ze een Baeksang Arts Award (BAA) ontving in de categorie Most Popular Actress - TV. Voor haar rol in de film No breathing (2013) ontving Kwon nog een BAA, ditmaal in de categorie Most Popular Actress - Film.

## Discografie

### Met Seohyun
- Secret (single), 2016[3]

## Filmografie

### Films
- No breathing, 2013

### Televisieseries
Dit is een lijst van televisieseries waarin Kwon in meerdere afleveringen speelde.
- Defendant, 2017-heden
- Gogh, the starry night, 2016
- Neighborhood's Hero, 2016-heden
- Fashion king, 2012
- Girls’ Generation and the Dangerous Boys, 2011-2012
- Unstoppable marriage, 2007-2008